# Danger Zone (album)
Pour les articles homonymes, voir Danger Zone.
Albums de Lord Kossity
Booming System
(2005) K.O.S.S.
(2008)
Danger Zone est le septième album du musicien français Lord Kossity, sorti en 2006 sur le label U.M.G..

## Liste des titres
| No  | Titre                                                | Durée |
| --- | ---------------------------------------------------- | ----- |
| 1.  | Danger Zone (intro)                                  | 1:15  |
| 2.  | Hotel Room (feat. Chico and Nicky B.)                | 4:08  |
| 3.  | Get the Party On                                     | 3:19  |
| 4.  | Booty Call (feat. Chico)                             | 3:19  |
| 5.  | Dans le club                                         | 2:48  |
| 6.  | Stand Up (feat. Nicky B.)                            | 3:13  |
| 7.  | Muevelo                                              | 3:02  |
| 8.  | Un jour ou l'autre (feat. Bryan & Tony Gold)         | 3:45  |
| 9.  | Gangsta Girl (feat. Nicky B.)                        | 3:08  |
| 10. | Bounty Killer (feat. Bounty Killer and Ce'cile (en)) | 3:48  |
| 11. | People                                               | 3:37  |
| 12. | Balance Gal (feat. Don Capelli)                      | 3:00  |
| 13. | War (feat. Flav'r Unit, remix)                       | 3:36  |
| 14. | Pum Pum Killa                                        | 3:35  |
| 15. | Speed                                                | 4:09  |
| 16. | Athletic (feat. Elephant Man, remix)                 | 3:02  |
| 17. | Gal a Halla (feat. Vybz Kartel, remix)               | 4:04  |